# Klaus Gerteis
Klaus Gerteis (* 26. Januar 1940 in Frankfurt am Main) ist ein deutscher Historiker, der sich hauptsächlich mit der Frühen Neuzeit befasst.

## Werdegang
Gerteis studierte Geschichte, Kunstgeschichte und Geographie an der Universität Frankfurt am Main. 1966 schloss er seine Promotion über den Verleger und Politiker Leopold Sonnemann ab. Ab 1970 war er wissenschaftlicher Mitarbeiter an der Universität Trier und habilitierte dort im Jahr 1980. Er hatte danach in Trier eine außerplanmäßige Professur für Neuere Geschichte inne. Gerteis war innerhalb des Sonderforschungsbereiches Zwischen Maas und Rhein an der Universität Trier Leiter des Projektes Stadt und frühmoderner Staat. Untersuchungen zur Städtegeschichte zwischen Rhein und Maas vom 16. bis 18. Jahrhundert.
Im Jahr 2000 erschien ihm zu Ehren eine Festschrift.
Neben seiner universitären Tätigkeit beschäftigt sich Klaus Gerteis  mit der historischen Rolle und Bedeutung von Zinnfiguren. Um einen Großteil seiner Sammlung öffentlich zugänglich zu machen, stellte er diese im Jahr 2005 dem Volkskunde- und Freilichtmuseum Roscheider Hof bei Konz zur Verfügung.

## Schriften (Auswahl)
- Die deutschen Städte in der Frühen Neuzeit – Zur Vorgeschichte der 'bürgerlichen' Welt. Darmstadt 1986.
- mit Daniel Hohrath: Die Kriegskunst im Lichte der Vernunft. Militär und Aufklärung im 18. Jahrhundert. Hamburg, Teil 1: 1999, Teil 2: 2000.
- Stadt und frühmoderner Staat. Beiträge zur städtischen Finanzgeschichte von Luxemburg, Lunéville, Mainz, Saarbrücken und Trier im 17. und 18. Jahrhundert (= Trierer Historische Forschungen, Bd. 26). Trier 1994.
- Alltag in der Zeit der Aufklärung (= Aufklärung, Bd. 5, H. 2). Hamburg 1991.
- Zum Wandel von Zeremoniell und Gesellschaftsritualen in der Zeit der Aufklärung (= Aufklärung, Bd. 6, H. 2). Hamburg 1992.
- Das Postkutschenzeitalter. Bedingungen der Kommunikation im 18. Jahrhundert. In: Karl Eibl (Hrsg.): Entwicklungsschwellen im 18. Jahrhundert. Hamburg 1989, S. 55–78.